# 西爾萬鎮區 (密歇根州沃什特瑙縣)
西爾萬鎮區（英語：Sylvan Township）是位於美國密歇根州沃什特瑙縣的一個行政鎮區。

## 地方資料
西爾萬鎮區的面積為87.96平方千米，當中陸地面積為84.41平方千米，而水域面積為3.55平方千米。根據2020年美國人口普查的數據，當地共有人口3311人，而人口密度為每平方千米37.64人。